# Pałac Lobkowitzów w Żaganiu
Pałac Lobkowitzów w Żaganiu (niem. Schloss Sagan) – zabytkowy pałac w Żaganiu.

## Opis
Obiekt położony w południowo-wschodniej części Żagania, przy ulicy Szprotawskiej 4. Najokazalszy i największy gmach przy tej ulicy. Obecny wygląd nie jest pierwotny; pałac był kilkakrotnie przebudowywany i remontowany. W latach po wybudowaniu pałacu, spełniał funkcję mieszkalną, dziś natomiast pełni jedynie funkcje kulturalne i publiczne jako Żagański Pałac Kultury. Stoi on między szeregiem bloków mieszkalnych, nad brzegiem rzeki Bóbr. Otoczony jest rozległym parkiem krajobrazowym.

## Historia
Pałac został wzniesiony na miejscu średniowiecznego zamku Piastów z przełomu XIII i XIV wieku, a dokładniej trzy metry wyżej. Historia tego zabytku łączy się z Księstwem Głogowsko-Żagańskim. W roku 1627 cesarz rzymski Ferdynand II sprzedał księstwo żagańskie czeskiemu księciu, dowódcy i politykowi, Albrechtowi Wallensteinowi. Z inicjatywy Wallensteina rozpoczęła się budowa rezydencji obronno-reprezentacyjnej (palazzo in fortezza ), którą zaprojektował Wincenty Boccaccio. Jego projektem była wielka, czteroskrzydłowa budowla z trzema cylindrycznymi bastejami w narożach, otoczona fosą. W planie nawiązywała do gotyckiego zamku, a formą architektoniczną prezentowała renesansowy typ rezydencji obronnej z XVI wieku. Wiosną 1630 roku rozpoczęło się wznoszenie pałacu. Aby stworzyć odpowiednią perspektywę dla pałacu, Wallenstein nakazał zburzyć 70 domów. W sierpniu 1630 roku prace przy budowie zostały przerwane, gdyż na Żagań naszły oddziały wojsk saskich i brandenburskich. Kontynuacja budowy rozpoczęła się w czerwcu następnego roku. Druga, o wiele dłuższa przerwa, nastąpiła w pięć miesięcy potem. Trwała ona ponad 40 lat. Powodem była śmierć księcia. Został on zamordowany w 1634 r. w mieście Cheb. W 1646 r. księstwo stało się własnością księcia Vaclava Eusebiusa von Lobkowitza. To właśnie on w 1670 r. podjął się kontynuacji budowy pałacu. Tym razem projektantem był Antonio della Porta, który zmienił nieco projekt Boccaccia tak, aby przypominał rodową siedzibę Lobkowitzów w Roudnicy. Projekt Antonia della Porty ukazywał budowlę jako czteroskrzydłową, z niskim skrzydłem parawanowym, które zamyka dziedziniec od strony południowej. W 1674 r. zakończono budowę skrzydła północnego, na przełomie 1678 i 1679 – skrzydła zachodniego, a w 1693 roku – skrzydła wschodniego. Lobkowitz, w 1786 roku, sprzedał księstwo żagańskie księciu Kurlandii – Piotrowi Bironowi. Ten powierzył prace przebudowy pałacu swojemu szwagrowi – Christophowi Johannowi Friedrichowi hrabiemu von Medem, który części pomieszczeń nadał klasycystyczny wystrój sztukatorski, który częściowo zachował się do naszych czasów. Okres panowania najmłodszej córki Birona, Doroty de Talleyrand-Perigord, księżnej de Dino, był czasem największego rozkwitu miejscowej rezydencji.
W końcu lat czterdziestych XIX w. rozebrano południowe, parawanowe skrzydło pałacu, a wjazd na dziedziniec poprzedzono dwoma podjazdami, między którymi usytuowano nową oranżerię, wzniesioną w 1847 roku. Wnętrza pałacu otrzymały wówczas nowy wystrój.
W latach 1972–1983 przeprowadzono prace konserwatorskie, po czym Pałac Lobkowitzów przekształcono w Żagański Pałac Kultury.

## Wygląd zewnętrzny
Barokowy pałac w Żaganiu składa się z trzech kondygnacji: wysokiej boniowanej sutereny, parteru i piętra. Wjazd do pałacu, od strony północnej i zachodniej, poprzedzają dwa murowane mosty, które wiodą nad suchą fosą. Wejścia do pałacu umieszczone są w kamiennych portalach. Otwory okienne zwieńczone są maszkaronami, nazywanymi grymasami diabła. Jest ich 197, każdy inny (wykonawca nie jest znany). Wzorem dla wykonania maszkaronów, były szkice Leonarda da Vinci. Kompozycja, w której zastosowano niższe skrzydło parawanowe, nawiązuje do wzorów francuskich. Dolna kondygnacja na poziomie piwnic i suteren, to boniowany cokół, w którym umieszczone są otwory okienne z obramieniami. Obramowania okien wykonane są z ciężkich ciosów kamiennych. Gzyms jest w kolorze białym, ściany kondygnacji parteru piętra – w kolorze żółtym, a detale architektoniczne i boniowanie obramień okiennych – w kolorze szarym. Od strony południowej, czyli od dziedzińca, rosną cztery platany. Mają one upamiętniać córki Piotra Birona. Przy kompozycji elewacji dziedzińca zastosowano arkadowe blendy w połączeniu z pionowymi, płaskimi pasami. Otoczony balustradą taras znajduje się na dachu oranżerii, która usytuowana została między dwoma podjazdami. Oranżeria ozdobiona jest dziesięcioma wysokimi oknami, które miały wpuszczać światło dla rosnących tam dawniej roślin.

## Legenda
Niedokończony maszkaron nad jednym z okien zrodził legendę, która powstała około XIX wieku. Mówi ona, iż rzeźbiarz, który tworzył maszkarony, w pewnym momencie nie miał pomysłu na nową "twarz". Wtedy zawarł z diabłem pakt. Diabeł miał pokazywać się rzeźbiarzowi za każdym razem o innej twarzy, a gdy ten skończy swoje dzieło, jego dusza będzie należeć do szatana. Diabeł przez wiele lat cierpliwie pozował, przyjmując coraz to nowy wyraz twarzy, aż przy ostatnim maszkaronie pokazał swe prawdziwe oblicze, przez co artysta zginął, spadając przerażony z rusztowania i jego praca nie została dokończona.

## Wygląd wewnętrzny
Izby w pałacu połączone są ze sobą przejściami na jednej osi, tzw. amfiladami. Obok przejazdów znajdują się klatki schodowe z monumentalnymi wewnętrznymi świetlikami. Schody wsparte są na czterech słupach, a ich bieg przerywają spoczniki. Do pomieszczeń przylegają biegnące od strony dziedzińca korytarze, które mają sklepienie krzyżowe. Posadzki w pałacu wykonane są z różnych materiałów:
- hall wejściowy – posadzka sjenitowo-granitowa,
- hall wystawowy – posadzka sjenitowo-granitowa,
- hall w szatni – posadzka marmurowa,
- hall wiedeński – posadzka marmurowa,
- rotunda – posadzka marmurowa,
- hall kominkowy – posadzka marmurowa,
- balkon – posadzka granitowa,
- hall na poziomie piwnic – posadzka sjenitowo-granitowa.

Część sal na piętrze zachowała klasycystyczną dekorację sztukatorską, która pochodzi z lat 90. XVIII wieku. Jest to między innymi największa z sal – sala kryształowa. W latach 1965–1983 nastąpił remont pałacu, w celu dostosowania go do pełnienia funkcji Żagańskiego Pałacu Kultury. Niektóre pomieszczenia przebudowano rezygnując z ich zabytkowego charakteru. Do dziś zachowało się bardzo mało dawnego wyposażenia. Część wywieziona została do Francji, część do na wschód, część została zniszczona.

## Galeria

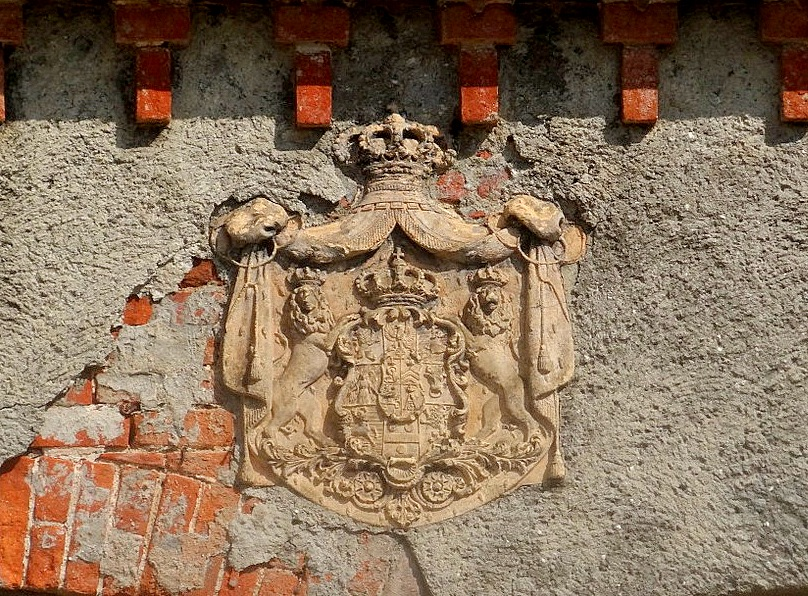
Herb Piotra Birona
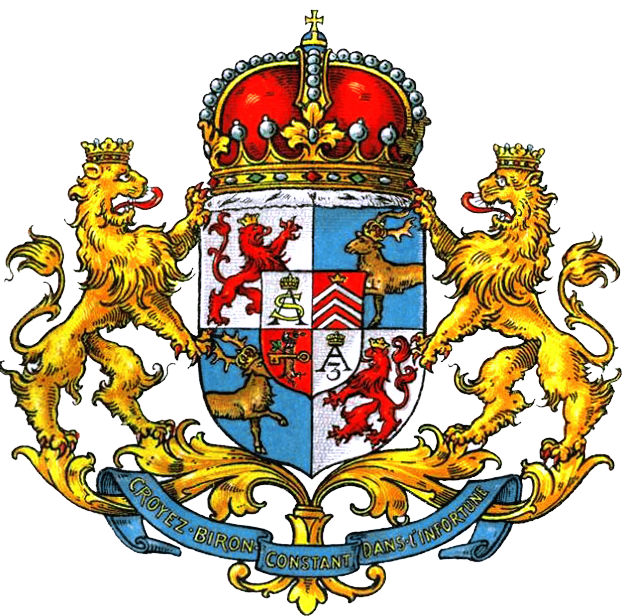
Herb Piotra Birona
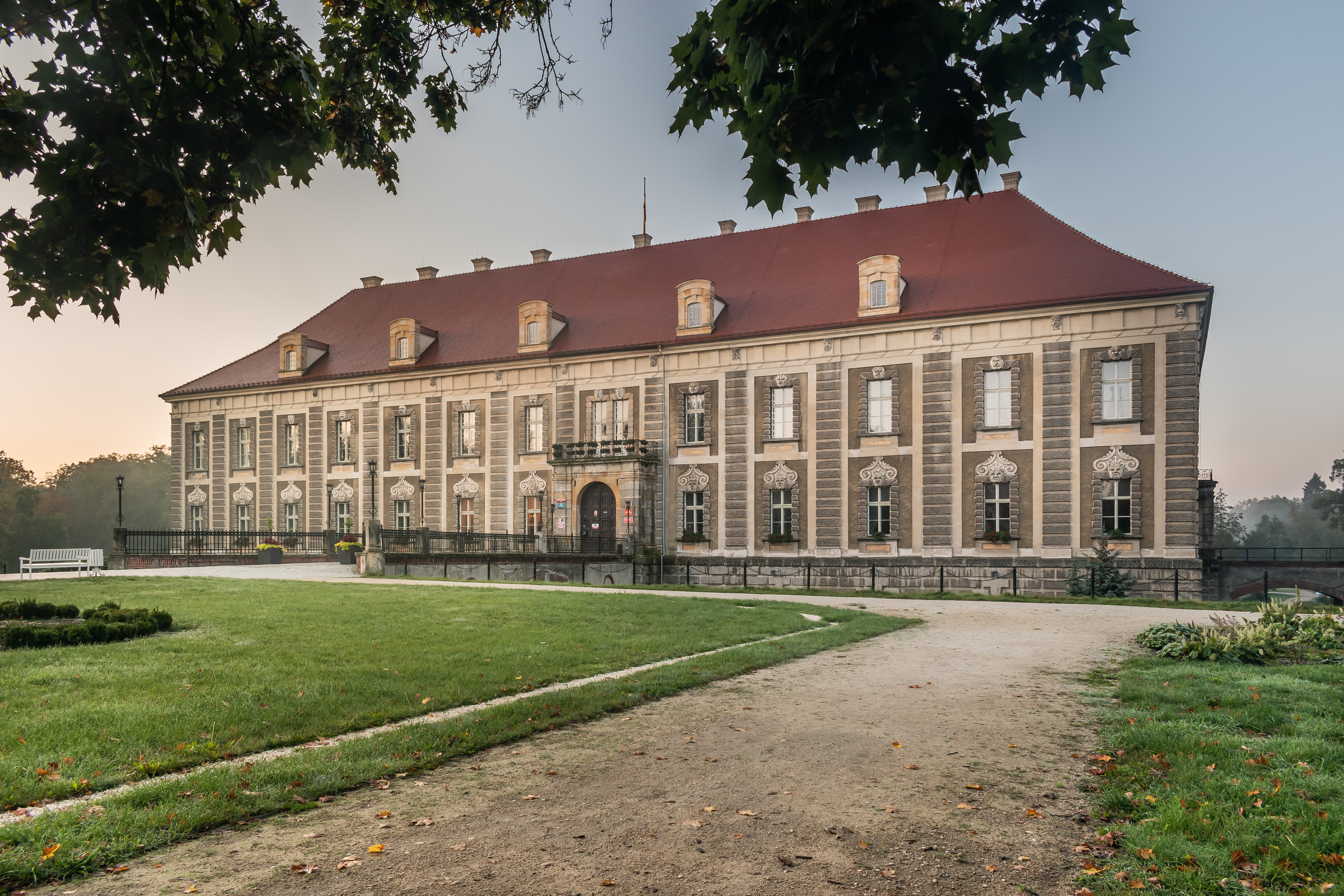
Front
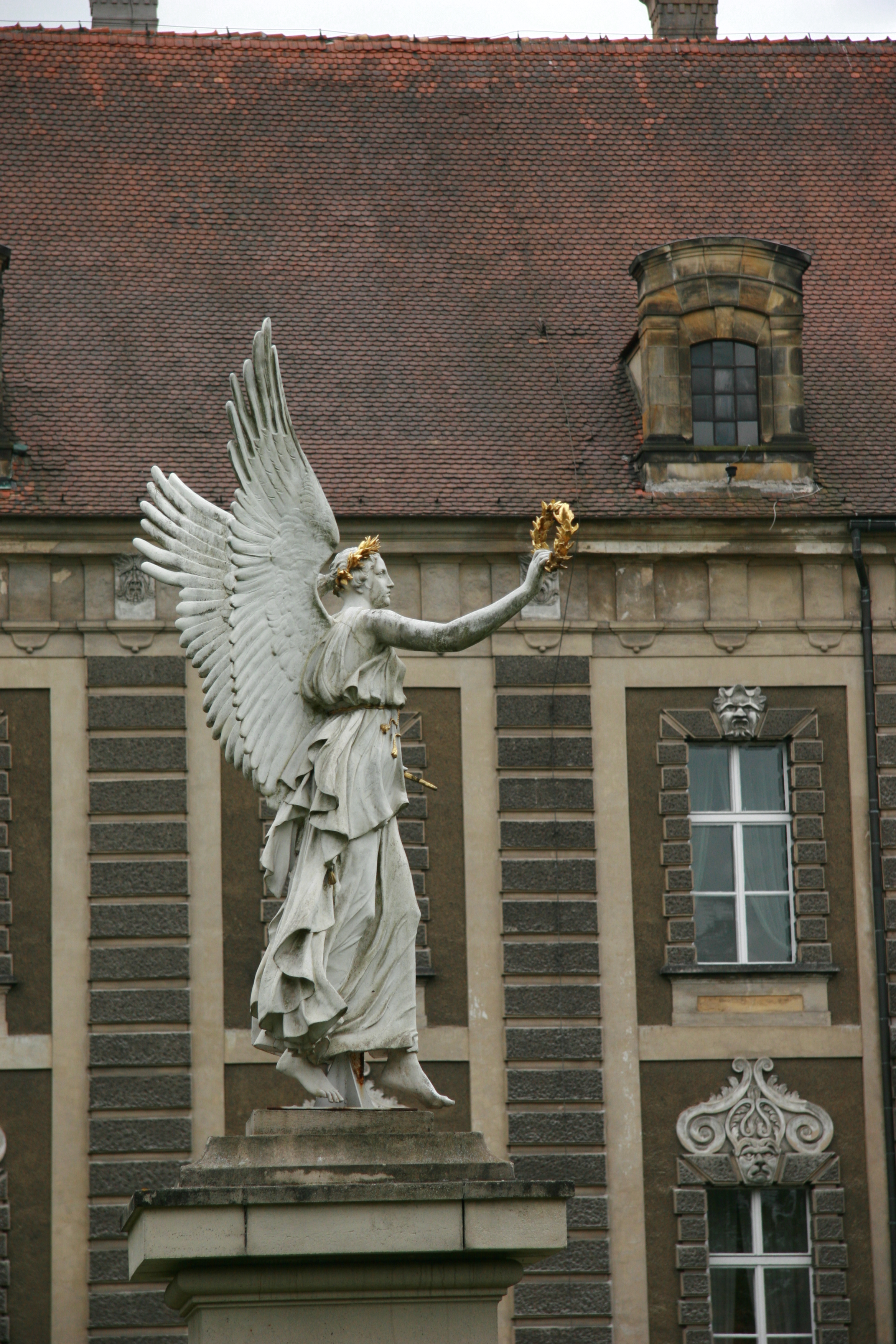
Figura przed pałacem
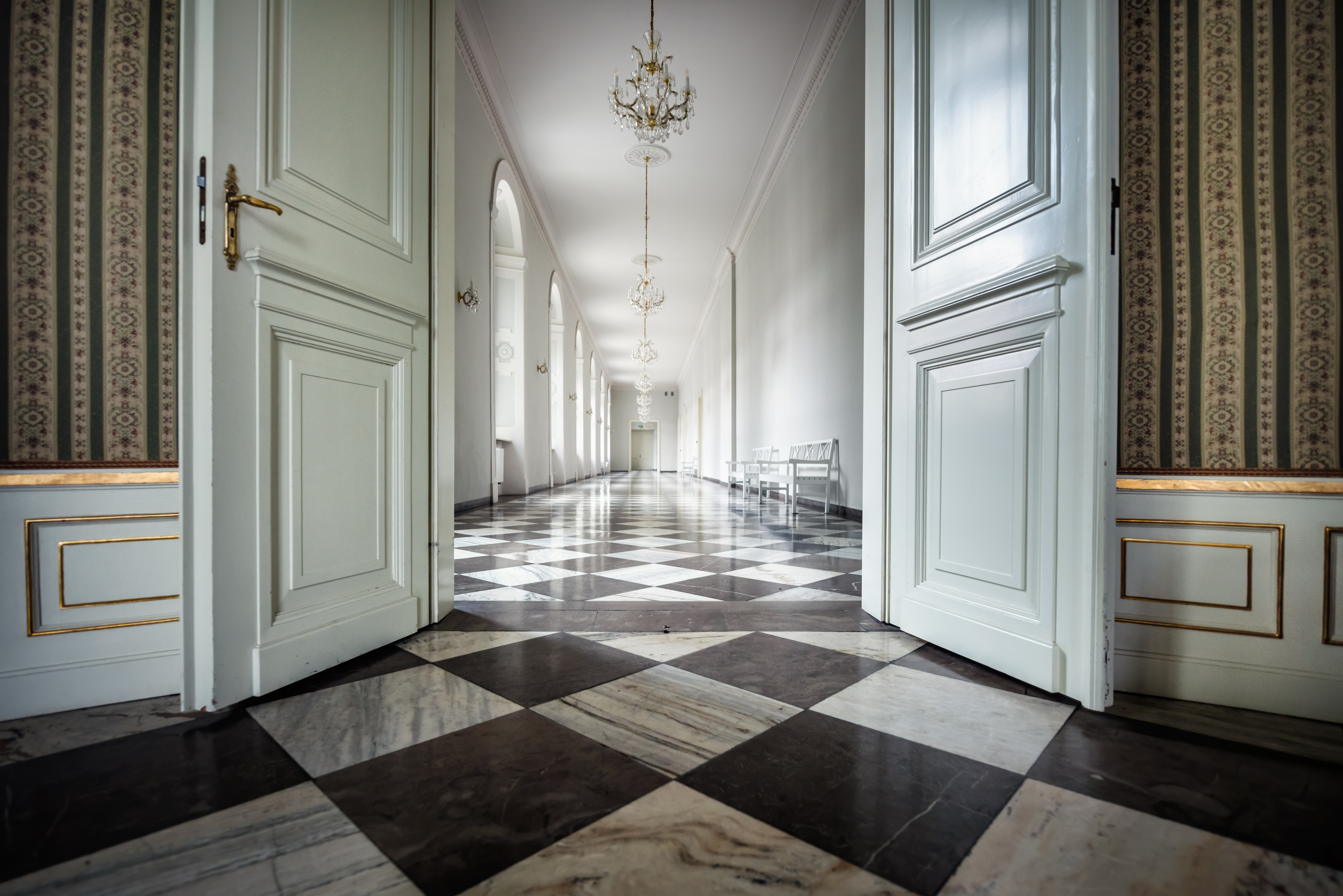
Hol Wiedeński
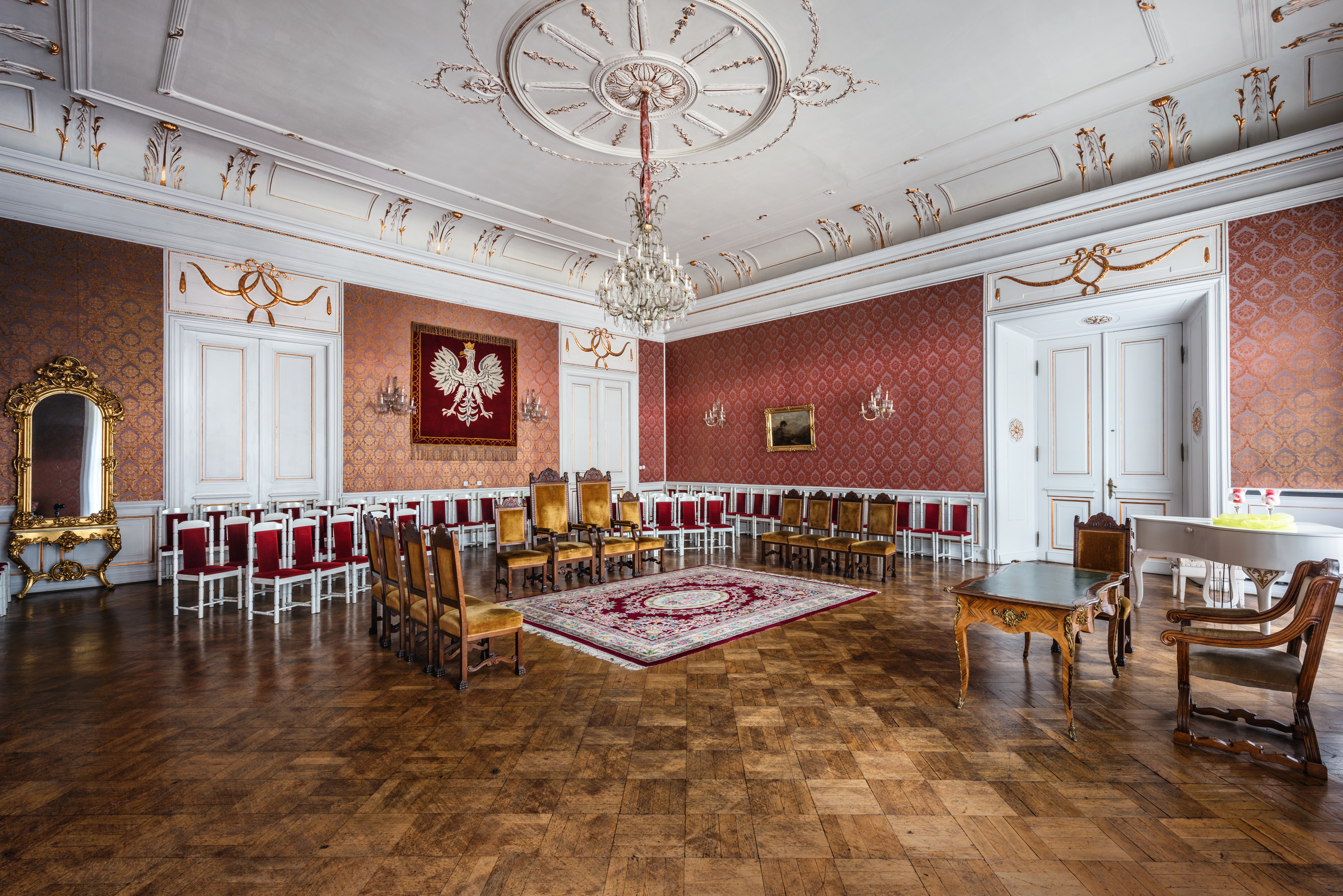
Sala Ślubów
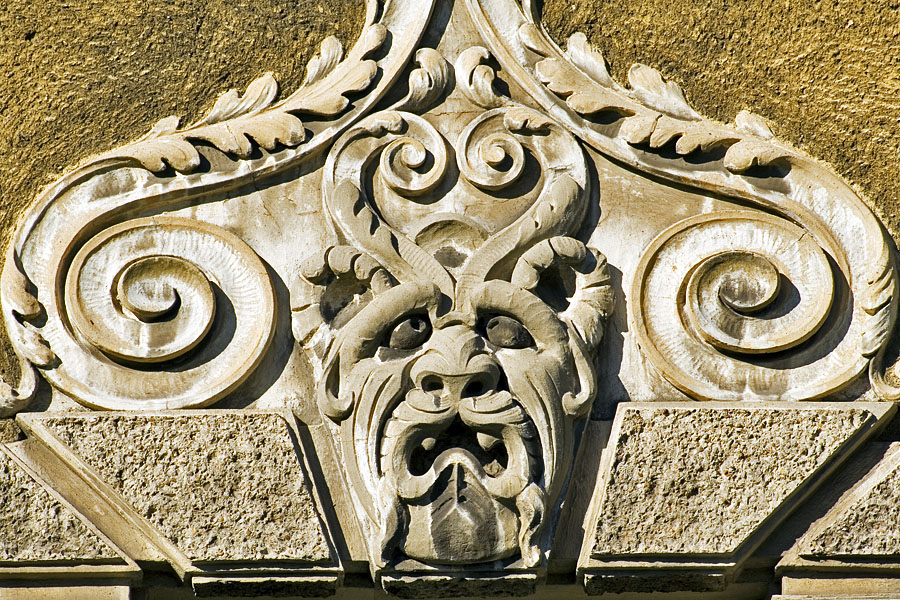
Maszkaron
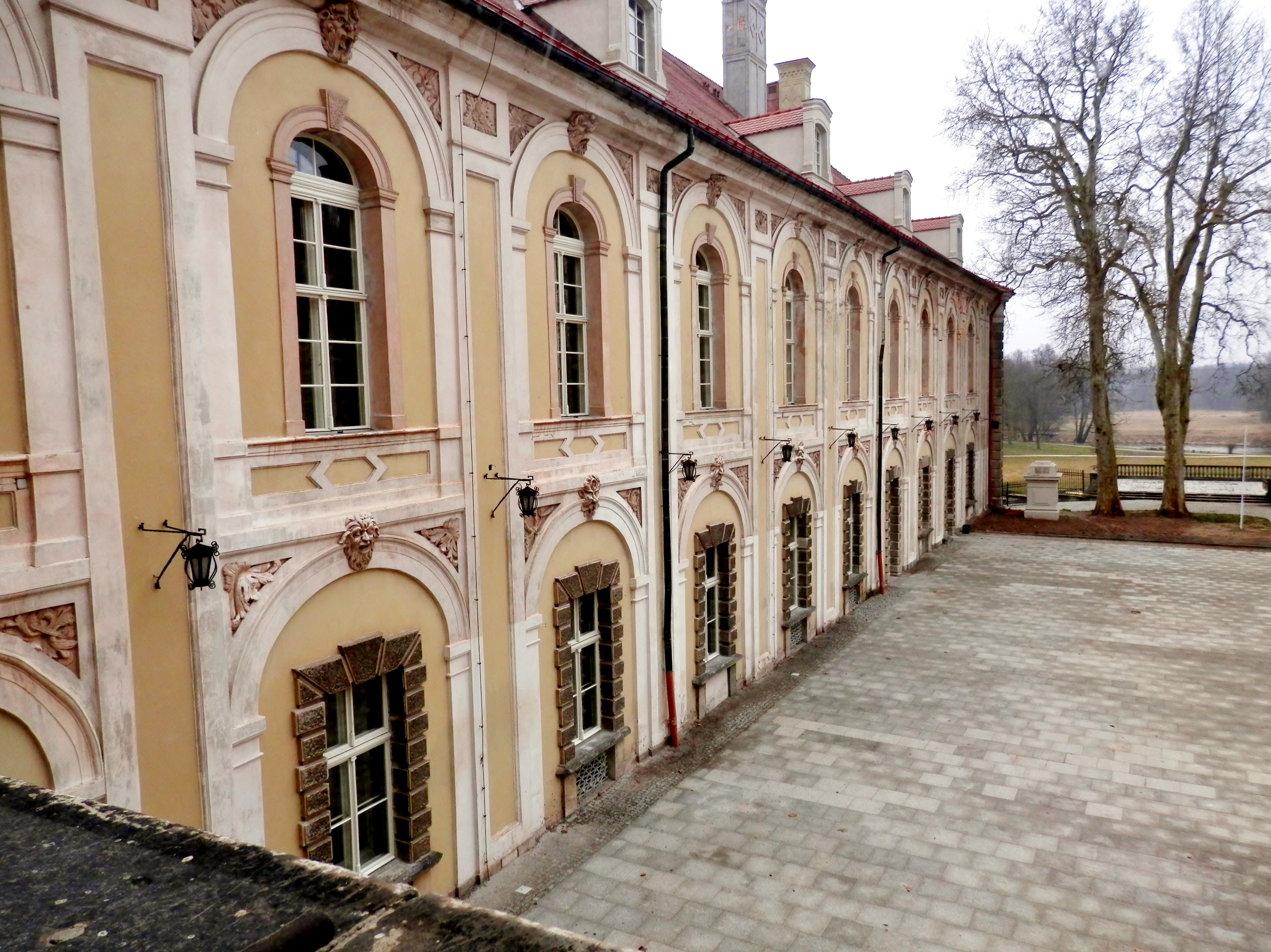
Dziedziniec